# Jan Nowosielski (konfederat barski)
Jan Nowosielski herbu Ślepowron – senator, kasztelan ciechanowski w 1759 roku, starosta łukowski w 1742 roku, konfederat barski.
W 1733 roku podpisał elekcję Stanisława Leszczyńskiego. 7 maja 1764 roku podpisał manifest, uznający odbywający się w obecności wojsk rosyjskich sejm konwokacyjny za nielegalny. Był elektorem Stanisława Augusta Poniatowskiego w 1764 roku z województwa lubelskiego.

## Przypisy

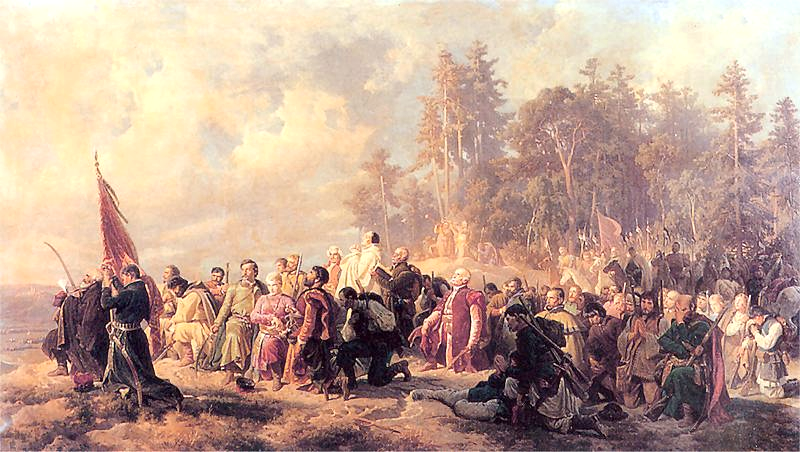
Artur Grottger – Modlitwa konfederatów barskich przed bitwą pod Lanckoroną